# 2. deild karla 2002
Mùa giải 2002 của 2. deild karla là mùa giải thứ 37 của giải bóng đá hạng ba ở Iceland.

## Bảng xếp hạng
| Vị thứ | Đội          | Số trận | Thắng | Hòa | Thua | Bàn thắng | Bàn thua | Hiệu số | Điểm | Ghi chú                  |
| ------ | ------------ | ------- | ----- | --- | ---- | --------- | -------- | ------- | ---- | ------------------------ |
| 1      | HK           | 18      | 15    | 2   | 1    | 47        | 16       | +31     | 47   | Thăng hạng 1. deild 2003 |
| 2      | Njarðvík     | 18      | 13    | 3   | 2    | 52        | 18       | +34     | 42   | Thăng hạng 1. deild 2003 |
| 3      | KS           | 18      | 10    | 4   | 4    | 44        | 26       | +18     | 34   |                          |
| 4      | Völsungur    | 18      | 7     | 5   | 6    | 50        | 36       | +14     | 26   |                          |
| 5      | Selfoss      | 18      | 8     | 2   | 8    | 36        | 41       | -5      | 26   |                          |
| 6      | Víðir        | 18      | 7     | 3   | 8    | 23        | 25       | -2      | 24   |                          |
| 7      | Tindastóll   | 18      | 7     | 1   | 10   | 36        | 39       | -3      | 22   |                          |
| 8      | Léttir       | 18      | 4     | 4   | 10   | 26        | 44       | -18     | 16   |                          |
| 9      | Leiknir R.   | 18      | 4     | 3   | 11   | 27        | 44       | -17     | 15   | Xuống hạng 3. deild 2003 |
| 10     | Skallagrímur | 18      | 1     | 1   | 16   | 16        | 68       | -52     | 4    | Xuống hạng 3. deild 2003 |

## Danh sách ghi bàn
| Cầu thủ                      | Số bàn thắng | Đội bóng  |
| ---------------------------- | ------------ | --------- |
| Ragnar Haukur Hauksson       | 17           | KS        |
| Sævar Gunnarsson             | 16           | Njarðvík  |
| Eyþór Guðnason               | 16           | Njarðvík  |
| Hörður Már Magnússon         | 13           | HK        |
| Sigurður Andrés Þorvarðarson | 12           | Selfoss   |
| Ásmundur Arnarsson           | 11           | Völsungur |
| Birkir Vagn Ómarsson         | 11           | Völsungur |
| Ólafur Valdimar Júlíusson    | 10           | HK        |